# مجتبی ناصری
مجتبی ناصری آلمانی‌های ایرانی‌تبار بود که نخستین عمل پیوند دست و پا و ریه را در اروپا انجام داد. در پی آموزش جراحی کرونر در آمریکا دستگاه موسوم به ماشین قلب و ریه را ابداع کرد و برای اولین بار عمل پیوند قلب را در سال ۱۹۷۱ در برلین انجام داد. در سال ۱۹۹۰ مدال شایستگی آلمان فدرال Order of Merit of Federal Republic of Germany را به خاطر کارهای تحقیقاتی‌اش به او اهدا شد.

## زندگی
مجتبی ناصری در ۱۳۰۷ (۱۹۲۸) در زنجان به دنیا آمد. در سال‌های ۱۳۱۳ تا ۱۳۱۹ دبستان سعادت زنجان درس خواند و ۱۳۲۰ در شرکت پخش دخانیات ایران در زنجان استخدام شد. پس از مدتی به تهران منتقل شد و شروع به تحصیل در کلاس‌های متفرقه کرد و سرانجام دیپلم متوسطه را در تهران گرفت. سال ۱۳۳۰ در رشتهٔ شیمی عالی در دانشگاه تهران مشغول تحصیل شد اما در همان سال، ۱۹۵۱، ایران را به مقصد شهر گوتینگن آلمان ترک کرد و در آن‌جا تحصیل در رشته پزشکی را آغاز کرد. در ۱۹۵۷ (۱۳۳۶) با ارائه تزی در باره تغییرات خون پس از بکارگیری دستگاه قلب و ریه درجه دکترای خودرا دریافت کرد. در همان سال کارهای تحقیقاتی در انستیتوی ماکس پلانک گوتینگن با موضوع اندازه‌گیری جریان گردش خون درعروق کرونر قلبی و متابولیسم قلب را آغاز کرد. ۱۹۵۸ اولین کرونروگرافی را با ساختن برش‌دهندهٔ مخصوص برای سرخرگ‌های قلبی انجام داد. در ۱۹۵۹ همراه با پروفسور بارتل و شواب الکترودهای مخصوص برای اندازه‌گیری پی‌اچ خون ساخت. در ۱۹۶۰ به تیم جراحی قلب در دانشگاه برلین تحت نظر پروفسور لیندر پیوست و فعالیت‌های‌اش اوج تازه‌یی گرفت. از وی بیش از ۳۰۰ سخنرانی باقی مانده‌است و مقاله‌های علمی متعددی در نشریه‌های علمی آلمان و جهان انتشار یافته‌است. آخرین اثر او انتشار کتابی بنام «دانشنامه جراحی» به زبان فارسی ست که در تهران در نشریه علمی بچاپ رسیده‌است. 
مجتبی ناصری از دو ازدواج دارای دو پسر و یک دختر است. او از سرزمین مادری خویش نیز غافل نبوده‌است و از ۱۹۹۰ به بیمارستان ولی‌العصر زنجان کمک می‌کرد و در ایران برای پزشکان جوان سخنرانی می‌کرد.اهدای میکروسکوپ اتاق عمل برای اعمال جراحی چشم در زنجان آخرین کمک او به زادگاه‌اش بود. مجتبی ناصری در روز دوشنبه ۲۴ اکتبر (۳ آبان) در سن ۸۸ سالگی در برلین درگذشت.

## تحصیل و فعالیت
- ۱۳۱۳ـ ۱۳۱۹ تحصیل در دبستان سعادت زنجان.
- ۱۳۲۶ـ ۱۳۳۰ تحصیل در کلاس‌های متفرقه و گرفتن دیپلم متوسطه در تهران.
- ۱۳۳۰ شرکت درکنکور هنر سرای عالی دانشگاه تهرا ن و شروع به تحصیل در رشتهٔ شیمی عالی در دانشگاه تهران.
- ۱۹۵۱ در دسامبر ایران را به مقصد شهر گوتینگن آلمان ترک کرد و در آنجا تحصیل در رشتهٔ پزشکی را پی‌گرفت.
- ۱۹۵۷ پس از ۱۰ ترم (زیمستر)امتحانات نهایی را با موفقیت پشت سر گذاشت و با ارائه تزی در بارهٔ تغییرات خون پس از استفاده از دستگاه قلب و ریه درجه دکترای خود را به

رفت.
- ۱۹۵۷ شروع کارهای تحقیقاتی در انستیتوی ماگس پلانک گوتینگن با موضوع اندازه‌گیری جریان گردش خون درعروق کرونر قلبی و متابولیسم قلب.
- ۱۹۵۸ اولین کرونروگرافی با ساختن کاتتر مخصوص برای سرخرگ‌های قلبی، اندازه‌گیری جریان خون کرونر با کمک کاردیوگرین به متد همیلتون.
- ۱۹۵۹ درست کردن الکترودهای مخصوص برای اندازه‌گیری پی‌اچ خون، همراه با پروفسور بارتل و شواب.
- ۱۹۶۰ ورود به تیم جراحی قلب در دانشگاه برلین تحت نظر پروفسور لیندر.
- ۱۹۶۰ شروع تجربه‌های آزمایشی به وسیلهٔ پیوند ریه در حیوانات، به همراه پروفسور بوشرل.
- ۱۹۶۱ شروع آزمایش‌های تجربی با پ‍یوند قلب که نتایج آن در کنگره‌های ملی و جهانی به اطلاع عموم رسانده شد.
- ۱۹۶۱ جراحی قلب و آزمایش‌هایی با دستگاه قلب و ریه.
- ۱۹۶۴ انتخاب به معاونت بیمارستان نوی کلن.
- ۱۹۶۷ نوشتن تز اختصاصی در مورد هیپر اوکسیژناسیون در انواع حیوات و گرفتن درجه استادی دانشگاه آزاد برلین.
- ۱۹۶۷/۶۸ به دست آوردن تخصصی جراحی عمومی، تخصصی جراحی قلب ـ ریه وعروق و تخصصی جراحی عروق محیطی.
- ۱۹۶۸ پیوند اندام پایین برای اولین بار در آلمان فدرال در بیمارستان نوی کلن.
- ۱۹۶۸ به همراه پروفسور بوشرل اولین پیوند ریه را برای جوانی که در اثر تصادف به هر دو ریه وی صدمه شدید وارد شده بود انجام داد.
- ۱۹۶۹ برگشت به بیمارستان دانشگاهی وست اند و انتخاب به معاونت و کارمند رسمی دولت.
- ۱۹۶۹ انجام اولین پیوند بازوی قطع شده در آلمان فدرال.
- ۱۹۷۰ مسافرت به دانشگاه‌های مختلف آمریکا برای کار آموزی جراحی کرونر (کلولند، نیویورک، سانفرانسیسکو، یوستن تکزاس).
- ۱۹۷۱ بنیان‌گذاری جراحی کرونر در برلین.
- ۱۹۷۱ به دست آوردن رتبه پروفسوری دانشگاه آزاد برلین.
- ۱۹۷۲ برای اولین بار پ‍یوند آزمایشی قلب ثانوی به عنوان بایپاس قلب چپ و گزارش آن درکنگره بین‌المللی بارسلون (اسپانیا).
- ۱۹۷۵ انتساب به ریاست بیمارستان آموزشی دانشگاهی شلوس پارک کلینیک برلین شروع جراحی عمومی، قفسه سینه و عروق در این بیمارستان و تدریس در دانشگاه.
- ۱۹۹۰ اهدای مدال شایستگی آلمان فدرال برای کارهای تحقیقاتی.
- ۱۹۹۳ بازنشستگی و ترک بیمارستان شلوس پارک کلینیک.
- ۱۹۹۵-۹۹ریاست کانون پزشکان، دندانپزشکان و داروسازان ایرانی در برلین.
- ۱۹۹۹ دریافت مدال نور تدریس پس از بیست سال تدریس جراحی در دانشگاه‌های آلمان.[۲]